# Plavnik
Plavnik (italienisch Isola Plavnik) ist eine kroatische Insel in der Kvarner-Bucht der Adria, zwischen den größeren Inseln Cres und Krk gelegen, mit einer Länge von 6,3 km von Nordwest nach Südost.
Die Insel ist 8,64 km² groß, der Umfang der Küstenlinie beträgt 18,477 km, die höchste Erhebung erreicht 194 m. Sie hat eine spärliche Vegetation mediterranen Typs und ist von drei Felseninseln im Osten und Südosten umgeben, das sind Mali Plavnik (italienisch Plavnik Piccolo) sowie Kormati Mali (Scoglietto Cormato) und Kormati Veli. Von der Insel Cres ist sie durch den Kanal Krušija (Canale della Corsia) getrennt.
Die Insel besteht vollständig aus einem kreidezeitlichen Kalkstein, teilweise als Brekzie und auch als massiger Rudistenkalkstein ausgeprägt.
Sie ist unbewohnt und hat keine geeigneten Landeplätze. Am westlichsten Punkt, Kap Veli Pin (Punta Crussia), gibt es einen Leuchtturm. Die Entfernung nach Cres beträgt hier weniger als 1 km, die nach Krk 5 km.